# 木田站
木田站（日语：／ Kida eki */?）是位於愛知縣海部市木田道下，屬於名古屋鐵道（名鐵）的津島線車站。車站編號為TB03。

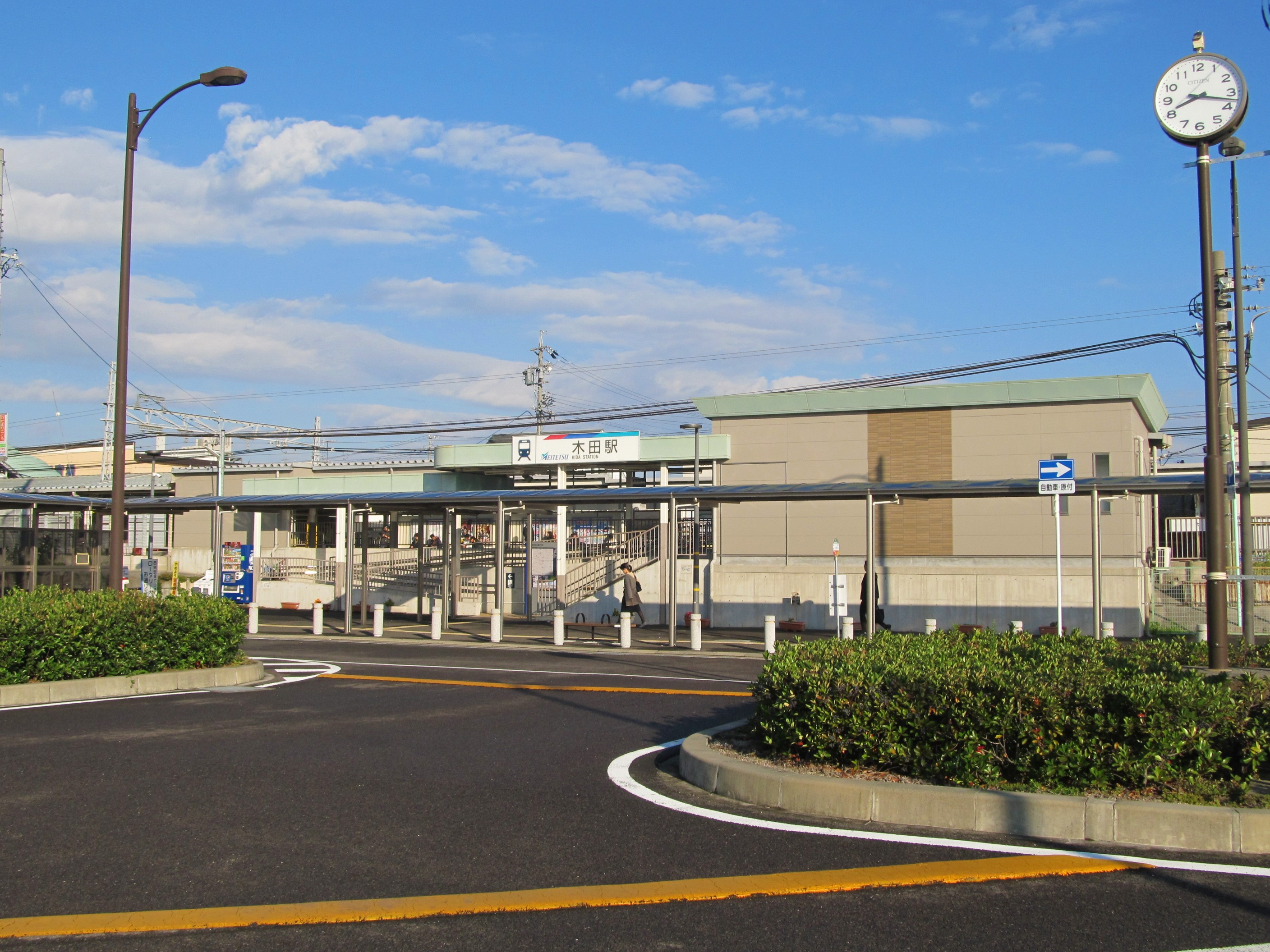
南口(2018年11月)

## 概要
此站為前海部郡美和町內唯一的鐵路車站，為舊美和町的中心市區。與甚目寺站一同為海部市的代表車站。因所有列車均停此站，因此利用人次較多。在2001年（平成13年）10月1日至2008年（平成20年）6月28日之間津島線內沒有特急班次。隨後在2008年（平成20年）12月27日時間表修正中，特急復活，使本站再次成為特急停車站。

## 歷史

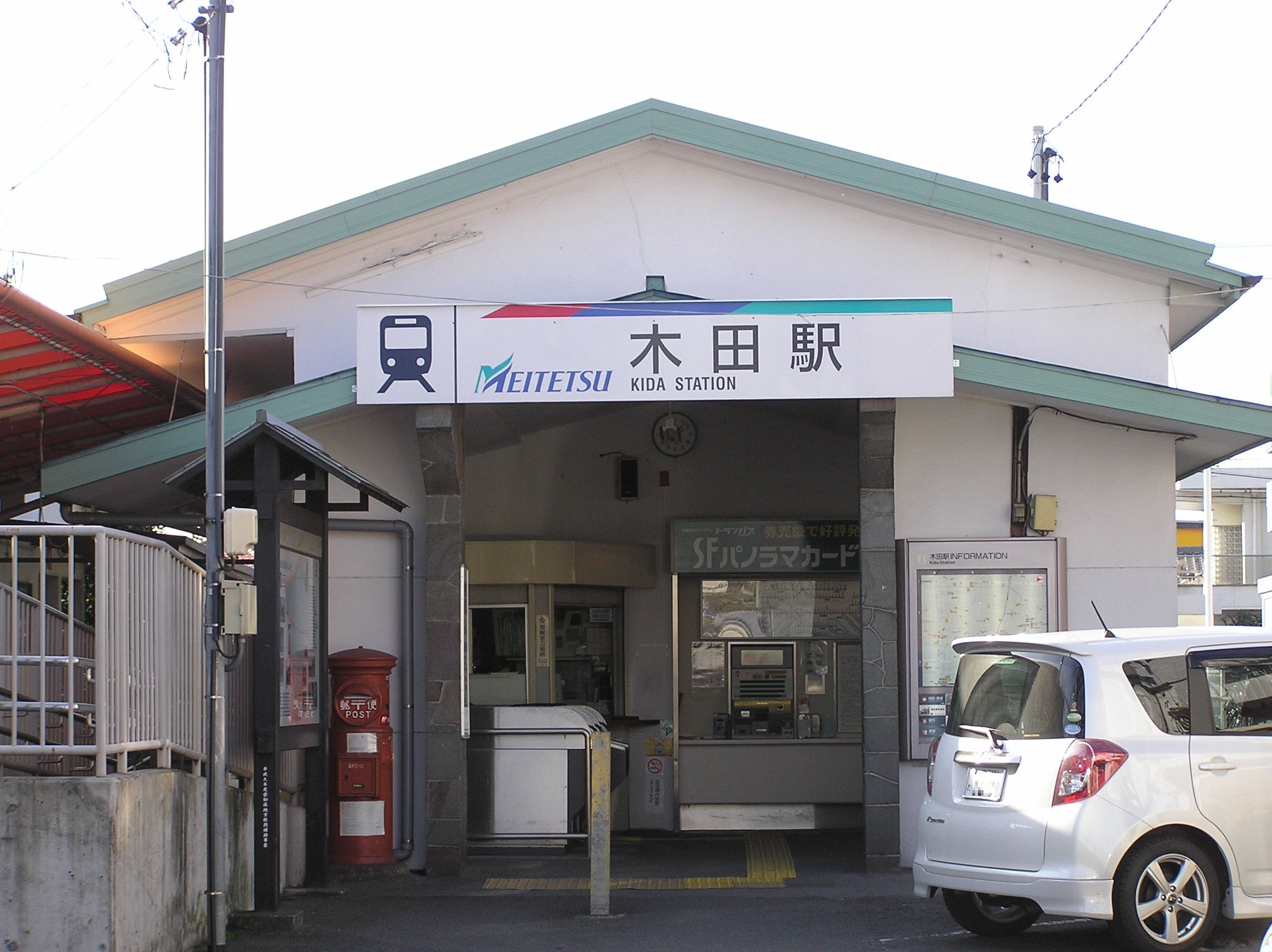
舊站房（2009年12月）

車站啟用當初是處於此站西方200米的位置，在啟用半年後遷移至現地。
- 1914年（大正3年）1月23日 - 津島線枇杷島橋站至新津島站開業，此站啟用。
- 1974年（昭和49年） - 成為急行停車站[3]。
- 1980年（昭和55年） - 月台延長[3]。
- 1981年（昭和56年）9月16日 - 跨線橋落成[4]。
- 2001年（平成13年）10月1日 - 升級為特急停車站。隨後於2008年6月29日廢止。
- 2005年（平成17年）7月14日 - 車站引入交通儲值卡「Trans Pass（日语：トランパス (交通プリペイドカード)）」。
- 2008年（平成20年）12月27日 - 再次成為特急停車站。
- 2010年（平成22年）12月1日 - 南出口車站大樓落成[5]。
- 2011年（平成23年）2月11日 - 車站可以使用「manaca」IC卡。
- 2012年（平成24年）2月29日 - 交通儲值卡「Trans Pass」的服務終止，此站也不可使用其儲值卡。
- 2018年（平成30年）
  - 1月 - 車站大樓翻新工程開始[6]。
  - 11月30日 - 車站大樓翻新工程完成[6]。

## 車站構造

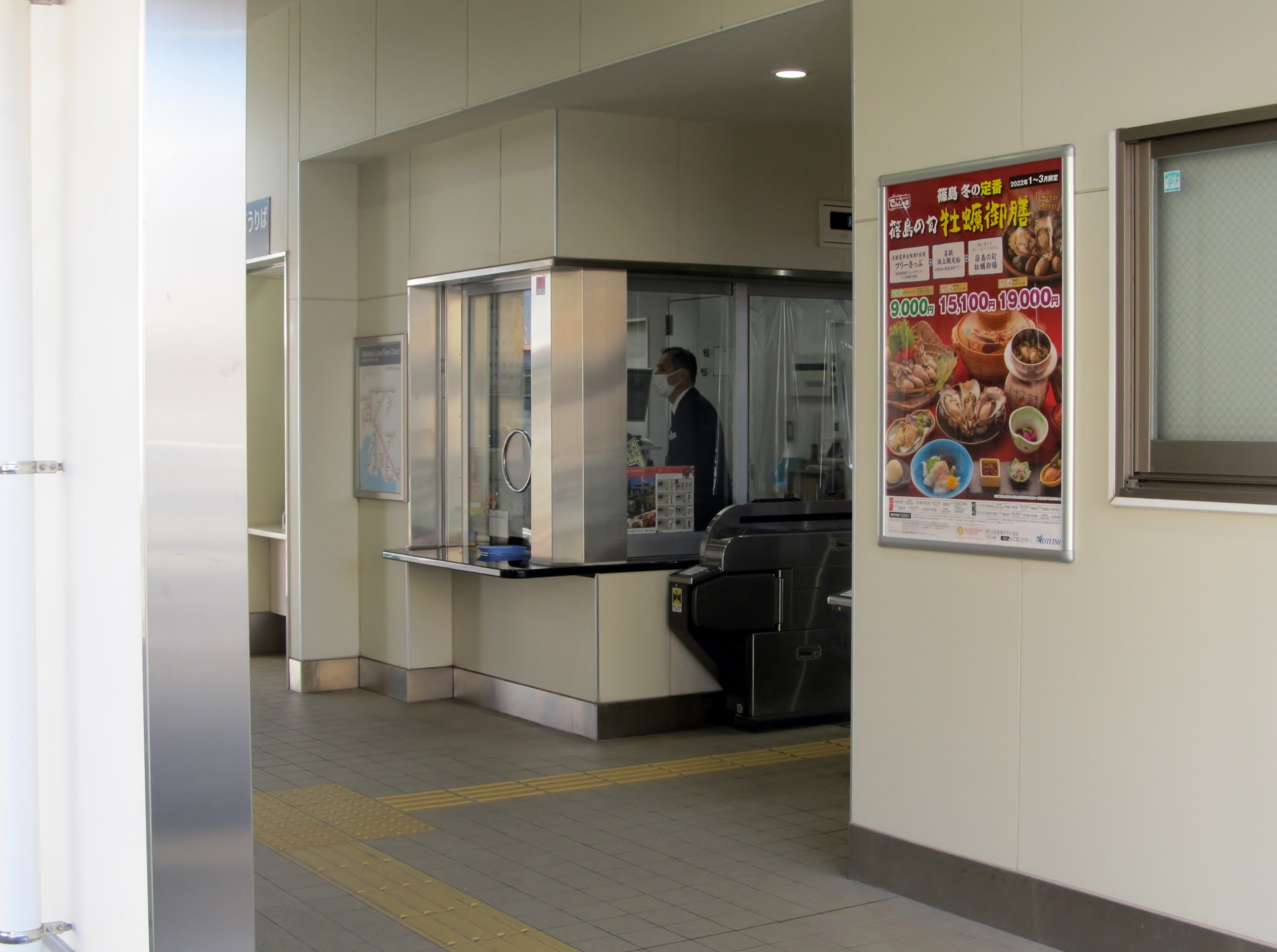
驗票口(2022年1月)

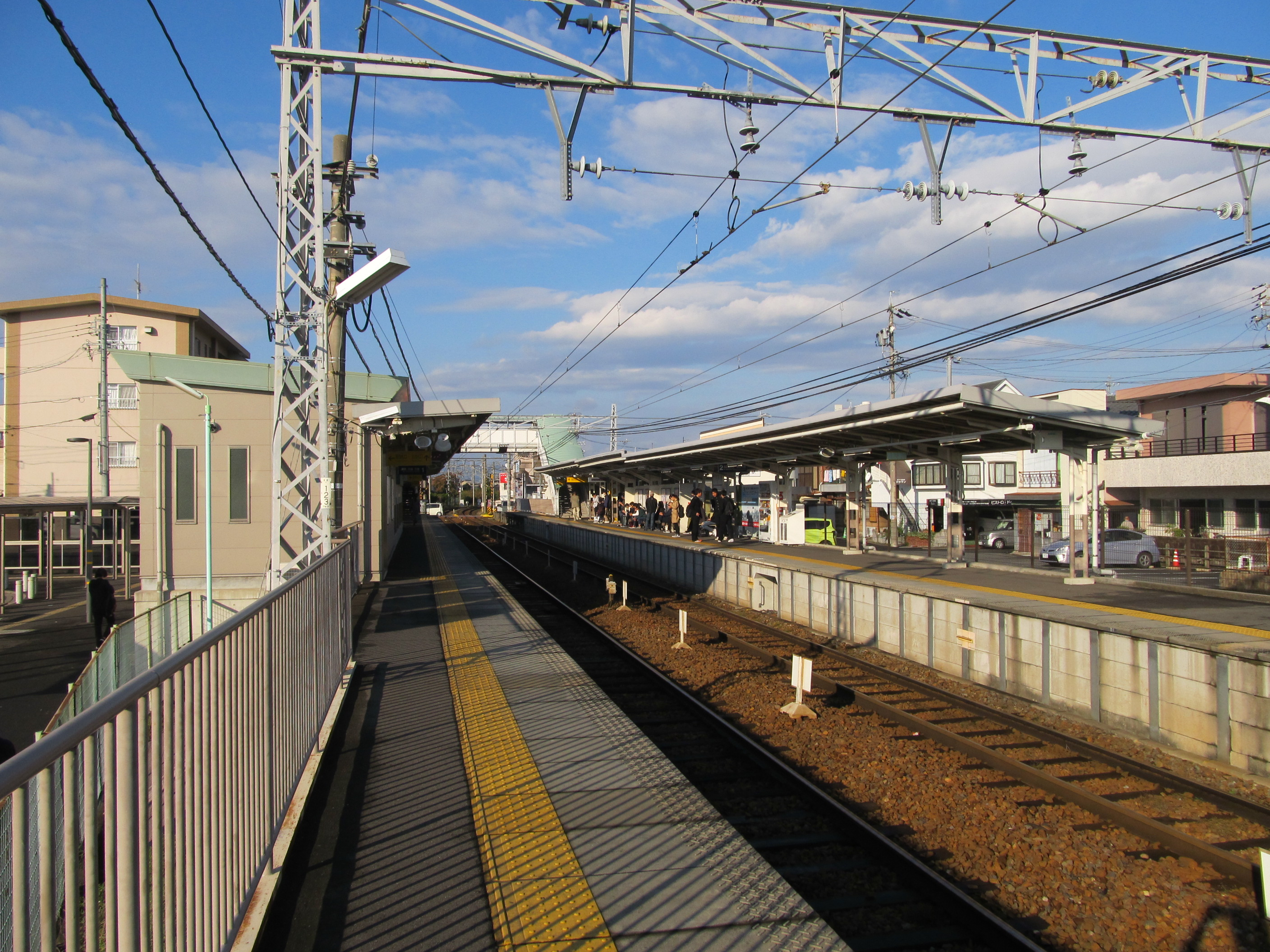
月台(2018年11月)

本站為地面車站，設有2面2線的相對式月台，津島方向的月台只可容納6卡車廂，名古屋方向的月台可容納8卡車廂。在兩月台之間設有跨線橋連接。此站為全日有人車站（但是在深夜時段如有問題需聯絡名鐵一宮站）。現時使用的站房是在近年建造，並於2018年再度翻新。
此站設有北閘口與南閘口2處，北閘口設有車站職員當值，南閘口為無車站職員當值。兩閘口皆設有自動閘機與觸控面板式自動售票機，可購買μ-Ticket。此站沒有自動補票機。在北閘口設有IC卡增值機，若要補票必須前往北閘口。
| 月台 | 路線   | 上下行 | 方向                 |
| ---- | ------ | ------ | -------------------- |
| 1    | 津島線 | 下行   | 津島方向             |
| 2    | 津島線 | 上行   | 須口、名鐵名古屋方向 |

### 配線圖
| ← 津島、 彌富方向 | 木田站 站內配線略圖 | → 須口、 名古屋方向 |
| 图例 参考文献：   |                     |                     |

## 使用狀況
- 在中提及在2013年度，當時1日平均上下車人次為6,682人，為名鐵所有車站（275站）排名第58，津島線（8站）中排名第4[1]。
- 在中提及在1992年度，當時1日平均上下車人次為7,856人，為除岐阜市內線均一車費區間內各站（岐阜市內線、田神線、美濃町線徹明町站至琴塚站之間）外名鐵所有車站（342站）中排名第58，津島線（8站）排名第4[10]。
- 在中提及，在2007年度1日平均乘車人次為3,232人，在2008年度1日平均乘車人次為3,245人。
- 在海部市統計資料中，以下為近年1日平均上下車人次的列表[11]：

| 年度               | 1日平均 上下車人次 |
| ------------------ | ------------------ |
| 2003年（平成15年） | 6,371              |
| 2004年（平成16年） | 6,291              |
| 2005年（平成17年） | 6,507              |
| 2006年（平成18年） | 6,467              |
| 2007年（平成19年） | 6,483              |
| 2008年（平成20年） | 6,490              |

## 車站周邊

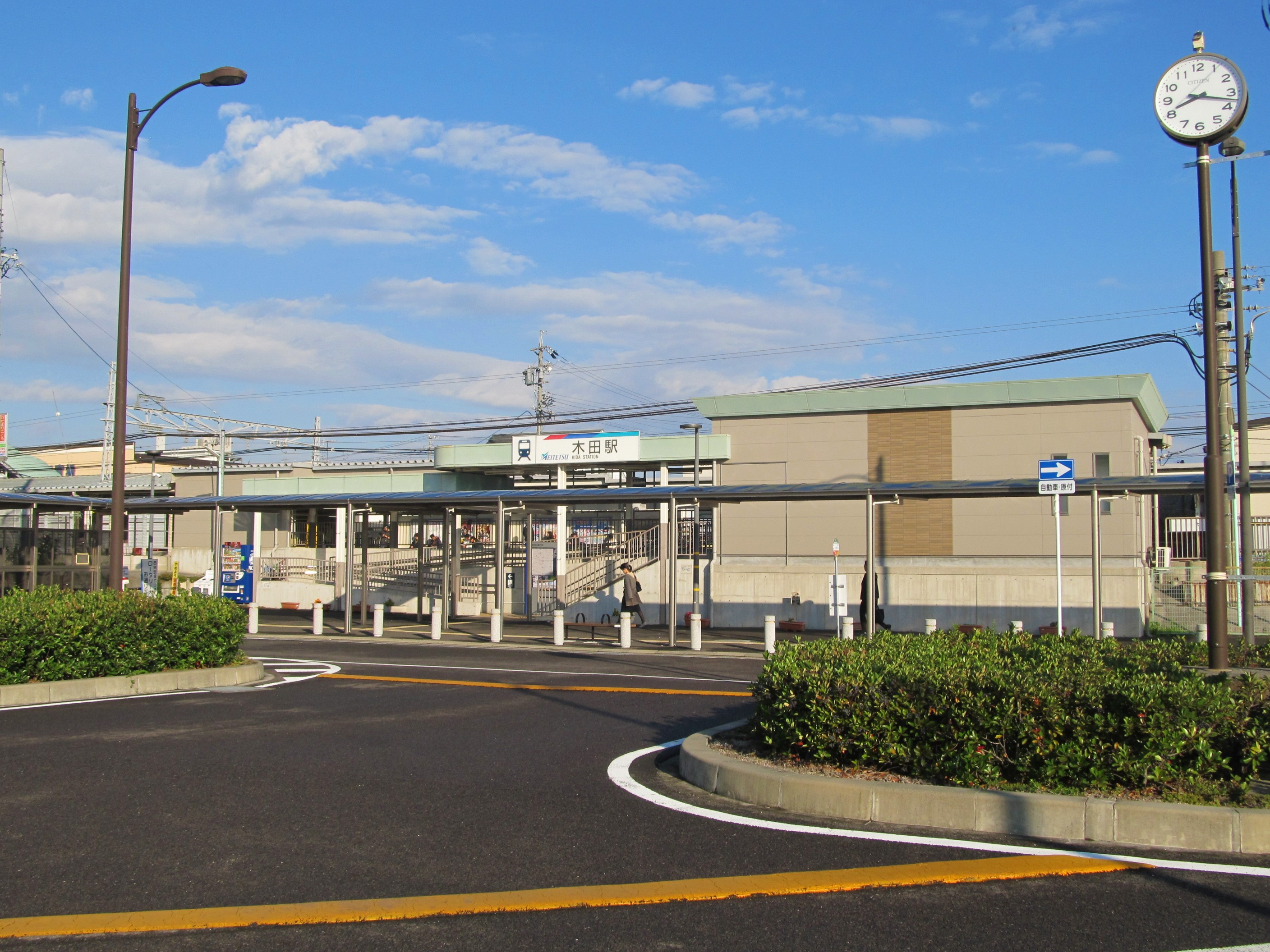
在2010年新設的南閘口

在2010年起開展車站周邊發展項目，在2015年木田站前線完成並開通。
- 海部市政廳（前・美和町政廳）
- 愛知縣立美和高等學校（日语：愛知県立美和高等学校）
- 海部市立美和中學
- 海部市立美和小學
- 美和歴史民俗資料館
- 蟹江川
- Nafko Tomida（日语：ナフコ (スーパーマーケット)）木田店
- 佐鳴預備校（日语：佐鳴予備校）美和校
- 平安會館美和齋場（殯儀館）

## 巴士
- 海部市巡回巴士（日语：あま市巡回バス） 北部、南部巡回路線

## 相鄰車站
名古屋鐵道
  津島線
■特急、■急行、■準急
甚目寺（TB01）－木田（TB03）－勝幡（TB05）
■普通
七寶（TB02）－木田（TB03）－青塚（TB04）

## 注腳
1. 1 2  名鐵120年史編纂委員會事務局（編）. . 名古屋鐵道. 2014: 160–162.
2. ↑  美和町史編纂委員會（編）. . 美和町. 1982: 213.
3. 1 2  清水武、神田年浩（解説），1999年3月，『尾西線の100年　保存版』，鄉土出版社  ISBN 4-87670-118-0  p.192.
4. ↑  美和町史編纂委員會（編）. . 美和町. 1982: 212.
5. ↑  . 名古屋鐵道（名鐵資料館：特別展示室）.   [2015-06-16]. （原始内容存档于2015-01-04）.
6. 1 2 3  . 交通新聞 (交通新聞社). 2018-12-04: 3.
7. ↑  名古屋鐵道株式會社（編）. . 名古屋鐵道廣報宣傳部. 1986: 121.
8. 1 2  駅時刻表：名古屋鉄道・名鉄バス （页面存档备份，存于），2019年3月24日參閲
9. ↑  電氣車研究會，『鐵道畫刊』通卷第816號 2009年3月 臨時特刊號 「特集 - 名古屋鉄道」，卷末收錄「名古屋鐵道 配線略圖」
10. ↑  名古屋鐵道廣報宣傳部（編）. . 名古屋鐵道. 1994: 651–653.
11. ↑   (PDF).   [2020-03-15]. （原始内容 (PDF)存档于2016-02-16）.

## 外部連結
- 木田 - 名古屋鐵道